# Tri kraljevstva
Razdoblje Tri kraljevstva (kineski: 三國時代 / 三国|时代, pinyin: Sānguó shí dài) je naziv za razdoblje u povijesti Kine nakon kolapsa dinastije Han, odnosno početak višestoljetnog doba političke nestabilnosti i razjedinjenosti poznatog kao Šest dinastija. U užem smislu se pod time podrazumijeva razdoblje koji je počelo kada je godine 220. osnovana nezavisna država Cao Wei na sjeveru Kine, a prestalo godine 280. kada je Kina ponovno politički ujedinjena pod vlašću dinastije Jin. Veliki dio kineskih i drugih povjesničara, pak, početak razdoblja smješta u godinu 184. kada je izbio ustanak Žutih turbana.
Tri kraljevstva po kojima je razdoblje dobilo ime su bili: Wei na sjeveru, Shu na jugozapadu i Wu na jugoistoku. Povjesničari su im kasnije dali imena Cao Wei, Shu Han i Istočni Wu kako bi ih mogli razlikovati od istoimenih država u ranijim i kasnijim razdobljima. Iako se u stranim prijevodima nazivaju kraljevstvima, ispravniji naziv za svaku od tih država bi trebao biti carstvo, s obzirom na to da su se vladari sve tri države nazivali carevima, odnosno legitimnim nasljednicima prijestolja svrgnute dinastije. Usprkos toga što bi naziv Tri carstva trebao biti ispravniji izraz Tri kraljevstva je postao standard među sinolozima.
Razdoblje Tri kraljevstva se obično na dijeli na tri cjeline: prvo „neslužbeno” razdoblje od 184. do 220. godine, koji su karakterizirali stalni sukobi, prvo između pobunjenih seljaka i carske vlasti, a potom između odmetnutih i suparničkih vojnih zapovjednika koji su se pretvorili u gospodare rata; drugo razdoblje je karakterizirala relativna stabilnost unutar granica novostvorene tri države; treće razdoblje je karakterizirala nova eskalacija nasilja nakon što je državu Shu uništila država Wei (263.), a potom vladajuću dinastiju Weija svrgnula dinastija Jin te konačnu uspostavu vlasti dinastije Jin u čitavoj državi Wu.
Tri kraljevstva se općenito smatraju jednim od najkrvavijih razdoblje kineske povijesti. Kao argument za takve tvrdnje se navodi popis stanovništva izveden pred kraj dinastije Han, kada je u Kini zabilježeno preko 50 milijuna stanovnika, dok je popis koji je napravila Zapadna dinastija Jin stoljeće kasnije zabilježio tek 16 milijuna stanovnika. Usprkos tome, isto je rzdoblje zabilježio i izvjestan tehnološki napredak, koji se najčešće vezuje uz inovacije Zhuge Lianga i Ma Juna.
Zbog niza dramatičnih događaja i živopisnih ličnosti koje su u njima sudjelovale, Tri kraljevstva su ostavila dubok trag na kinesku, a preko nje i na istočnoazijsku kulturu, što se očituje u brojnim tragovima u narodnim pričama, pjesmama, književnim i umjetničkim djelima, odnosno filmovima, TV-serijama i video-igrama. Od svih tih tragova je vjerojatno najpoznatija Romansa Tri kraljevstva, povijesni roman iz 14. stoljeća koji se smatra jednim od klasika kineske i svjetske književnosti; glavnu građu za taj tekst je dao Sanguo Zhi Chen Shoua, koji je, s obzirom na to da je sastavljen u 3. stoljeću, glavni i autorativni izvor podataka o razdoblju.

## Osobe iz vremena
- Chen Tai
- Deng Zhi, političar
- Wang Rong, general
- Wang Can, političar, pjesnik

## Vanjske poveznice
- Online Three Kingdoms publications of Dr Rafe de Crespigny, Australian National University  Arhivirana inačica izvorne stranice od 23. kolovoza 2004. (Wayback Machine)
- Early Imperial China:  A Working Collection of Resources   Arhivirana inačica izvorne stranice od 25. lipnja 2010. (Wayback Machine)